# Ma’ruf Amin

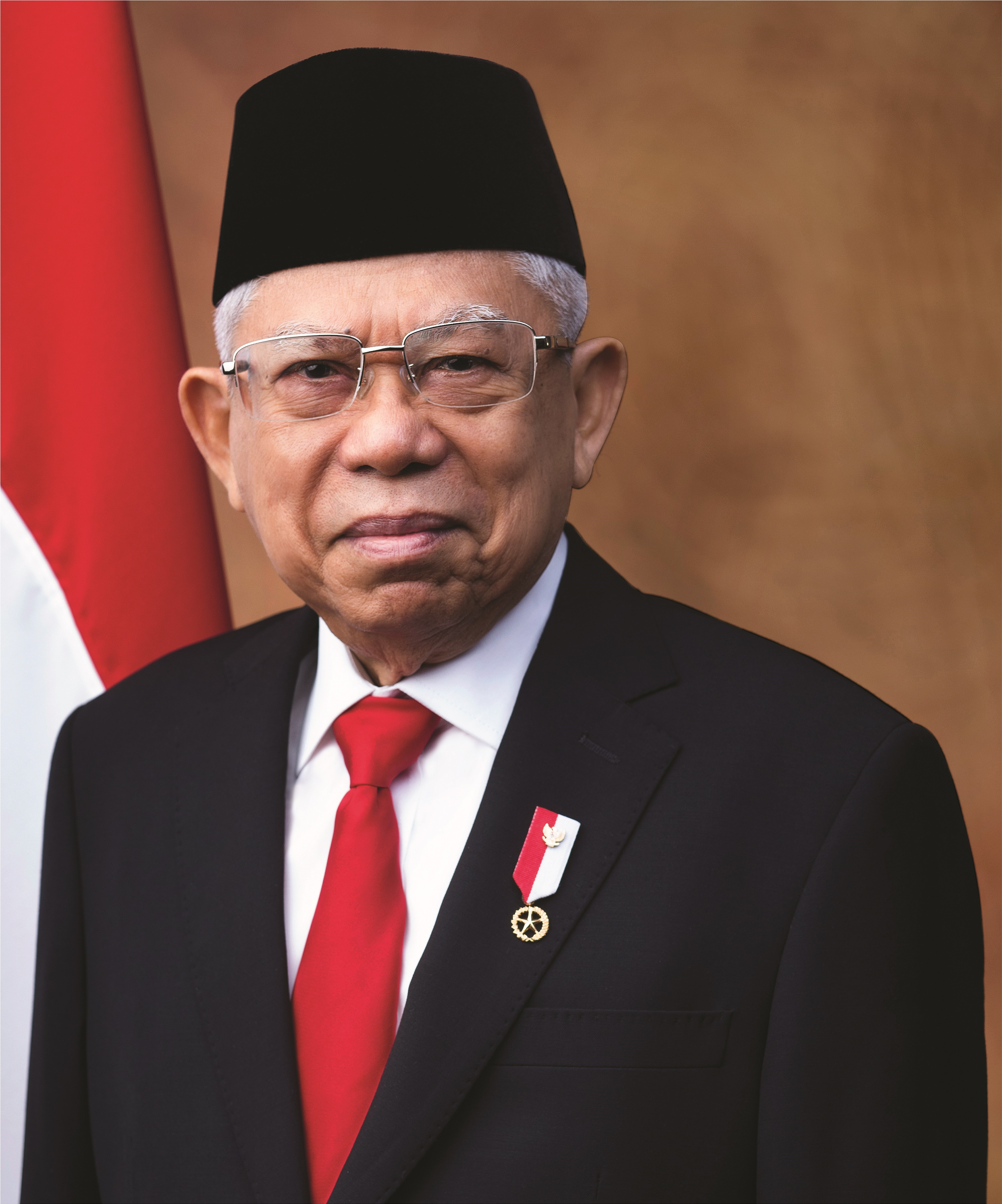
Ma’ruf Amin, 2019

Ma’ruf Amin (* 11. März 1943 in Tangerang) ist ein indonesischer Politiker, islamischer Ulama und Dozent. Er ist der 13. und derzeitige Vizepräsident von Indonesien. Mit fast 77 Jahren bei seiner Amtseinführung ist er der älteste indonesische Vizepräsident, der jemals vereidigt wurde.
Er war der Vorsitzende des Majelis Ulama Indonesia (Rat der islamischen Gelehrten Indonesiens), als er die Nominierung zum Vizepräsidenten annahm. Am 9. August 2018 gab Präsident Joko Widodo bekannt, dass Ma’ruf sein Vizekandidat bei den indonesischen Präsidentschaftswahlen 2019 sein werde. Nach seiner Kandidatur trat er als Oberster Führer (indonesisch rais ’aam syuriah) der Nahdlatul Ulama (NU), der weltweit größten islamischen Organisation, zurück.

## Frühes Leben und Karriere
Ma’ruf Amin wurde während der japanischen Besetzung von Niederländisch-Indien als Sohn von Mohamad Amin und Maimunah geboren. Er besuchte zunächst die Grundschule im Kecamatan Kresek. Er setzte seine Studien an der Pesantren Tebuireng in Jombang, Ostjava, fort, einer einflussreichen islamischen Internatsschule, die vom NU-Gründer Hasyim Asy’ari gegründet wurde. Später erhielt er einen Bachelor-Abschluss in Islamischer Philosophie von der Ibnu Khaldun Universität in Bogor, Westjava.
Kurz nach seinem Hochschulabschluss führte Ma’ruf Missionsreisen in Jakarta durch. Zu dieser Zeit war NU noch eine aktive politische Partei und Ma’ruf wurde bei den nationalen Wahlen 1971 in das indonesische Parlament, den Volksvertretungsrat (oder DPR, Dewan Perwakilan Rakyat), gewählt. Er war Mitglied verschiedener politischer Parteien, darunter die Vereinigte Entwicklungspartei (PPP), die Nationale Erweckungspartei (PKB) und die Nationale Vereinigungspartei (PKNU), bevor er sich 2011 als Parteiloser erklärte.

## Rolle als islamischer Gelehrter
Ma’ruf Amin gilt als einer der angesehensten islamischen Gelehrten Indonesiens. Er hat mehrere Bücher über islamisches Recht, Wirtschaft und Politik verfasst und gelehrt. Er war von 2007 bis 2014 Mitglied des Präsidialen Beratungsrates und von 2017 bis 2019 Mitglied des Lenkungsausschusses für die Entwicklung der Pancasila-Ideologie.
Er war auch an verschiedenen islamischen Organisationen beteiligt, wie dem Rat für Islamische Da’wa (DDI), dem Rat für Islamische Wirtschaft (MES), dem Rat für Islamische Schulen (RMI) und dem Rat für Islamische Missionare (DMI). Er war von 2015 bis 2020 Vorsitzender des Majelis Ulama Indonesia (MUI), des höchsten Gremiums der islamischen Gelehrten in Indonesien, das für die Ausstellung von Fatwas und die Überwachung von Halāl-Produkten zuständig ist.
Er war auch von 2015 bis 2018 Oberster Führer der Nahdlatul Ulama (NU), der weltweit größten islamischen Organisation mit rund 90 Millionen Mitgliedern. Er trat von dieser Position zurück, nachdem er als Vizepräsidentschaftskandidat nominiert worden war.

## Vizepräsidentschaft
Am 9. August 2018 gab Präsident Joko Widodo bekannt, dass Ma’ruf Amin sein Vizekandidat bei den indonesischen Präsidentschaftswahlen 2019 sein werde. Die Entscheidung wurde als Versuch angesehen, die Unterstützung der konservativen muslimischen Wähler zu gewinnen, die Widodo als zu säkular und liberal ansahen.
Ma’ruf Amin und Joko Widodo gewannen die Wahl mit 55,5 % der Stimmen gegen das Paar Prabowo Subianto und Sandiaga Uno, die 44,5 % erhielten. Sie wurden am 20. Oktober 2019 als Präsident und Vizepräsident vereidigt.
Als Vizepräsident ist Ma’ruf Amin für die Koordinierung von neun Ministerien zuständig, die sich mit religiösen, sozialen und kulturellen Angelegenheiten befassen. Er ist auch der Vorsitzende des Nationalen Teams für die Beschleunigung der Armutsbekämpfung (TNP2K) und des Nationalen Komitees für die Halal-Industrie (KNKI).

## Persönliches Leben
Ma’ruf Amin war zweimal verheiratet. Seine erste Frau, Siti Churiyah, starb 2012 nach 48 Jahren Ehe. Sie hatten fünf Kinder und 13 Enkelkinder. Er heiratete 2014 seine zweite Frau, Wury Estu Handayani, eine ehemalige Lehrerin an einer islamischen Schule in Jakarta. Sie haben drei Kinder.
Ma’ruf Amin spricht fließend Arabisch und Englisch neben seiner Muttersprache Indonesisch. Er ist auch ein Fan von Fußball und Schach.

## Kontroversen
Ma’ruf Amin war in mehrere Kontroversen verwickelt, die seine Rolle als islamischer Gelehrter und seine Haltung gegenüber religiösen und geschlechtlichen Minderheiten betrafen. Er war maßgeblich an der Ausstellung von Fatwas beteiligt, die die Rechte von religiösen Minderheiten wie den Ahmadiyya- und Schia-Gemeinschaften sowie von lesbischen, schwulen, bisexuellen und transsexuellen (LGBT) Menschen einschränkten oder verletzten. Diese Fatwas, obwohl rechtlich nicht bindend, wurden genutzt, um zunehmend hasserfüllte Rhetorik von Regierungsbeamten gegen LGBT-Menschen zu legitimieren und in einigen Fällen gewalttätige Angriffe von militanten Islamisten gegen religiöse Minderheiten anzufachen.
Er war auch in die Kontroverse um die umstrittene Gouverneurswahl in Jakarta im Jahr 2017 verwickelt. Er spielte eine Schlüsselrolle bei der Erklärung, dass der damalige Gouverneur Basuki „Ahok“ Purnama, ein Christ, sich der Blasphemie gegen den Islam schuldig gemacht habe. Dies führte zur Bildung einer radikalen anti-Ahok-islamistischen Allianz, die zu seinem politischen Sturz und seiner späteren Inhaftierung wegen Verstoßes gegen das Blasphemiegesetz führte.

## Auszeichnungen und Ehrungen
- Ehrendoktorwürde in Islamischer Wirtschaft von der Maulana Malik Ibrahim State Islamic University Malang (2017)
- Ehrendoktorwürde in Islamischer Politik von der Syarif Hidayatullah State Islamic University Jakarta (2018)
- Ehrendoktorwürde in Islamischer Bildung von der Sunan Ampel State Islamic University Surabaya (2018)
- Ehrendoktorwürde in Islamischem Recht von der UIN Alauddin Makassar (2019)
- Ehrendoktorwürde in Islamischer Philosophie von der UIN Raden Fatah Palembang (2019)
- Bintang Mahaputera Adipradana (Stern des Großen Sohnes der Nation, Erster Klasse) von Präsident Joko Widodo (2019)